# Анан (Нијевр)
Анан (фр. Asnan) насеље је и општина у источном делу централне Француске у региону Бургундија-Франш-Конте, у департману Нијевр која припада префектури Кламси.
По подацима из 2011. године у општини је живело 128 становника, а густина насељености је износила 26,83 становника/km². Општина се простире на површини од 4,77 km². Налази се на средњој надморској висини од 240 метара (максималној 393 m, а минималној 223 m).

## Демографија
| 1962. | 1968. | 1975. | 1982. | 1990. | 1999. | 2011. |
| ----- | ----- | ----- | ----- | ----- | ----- | ----- |
| 182   | 199   | 172   | 163   | 145   | 137   | 128   |

График промене броја становника у току последњих година